# Thamnobryaceae
Thamnobryaceae là một họ rêu trong bộ Hypnales.